# Froelichiella
Froelichiella là chi thực vật có hoa trong họ Amaranthaceae.